# Clytus montesuma
Clytus montesuma là một loài bọ cánh cứng trong họ Cerambycidae.